# Cartea Umbrelor

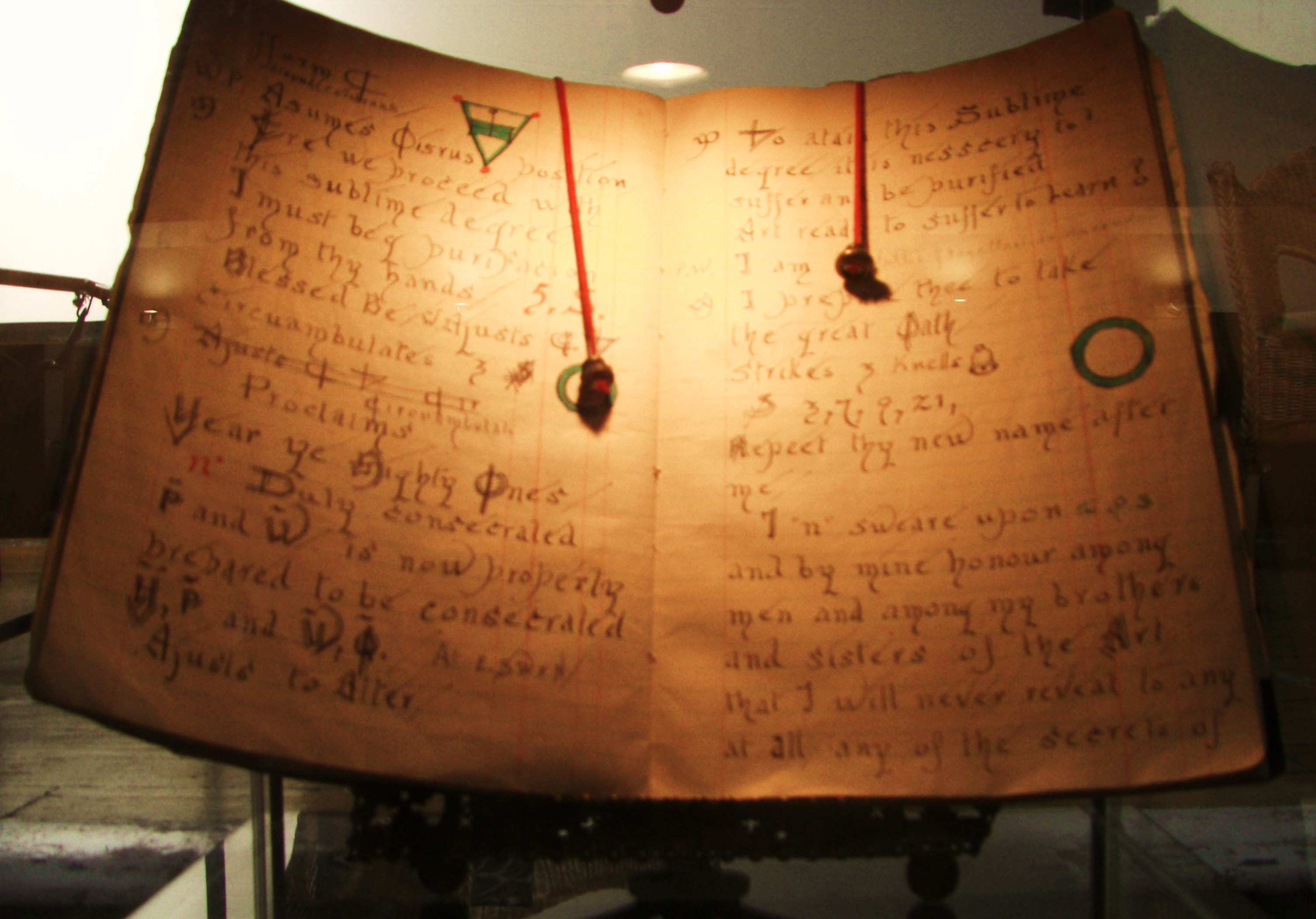
Una dintre cele mai vechi cărți ale umbrelor ale lui Gerald Gardner.

O carte a umbrelor este o carte care conține texte religioase și instrucțiuni pentru ritualuri magice din religia neopăgână Wicca și în multe practici păgâne.  O faimoasă carte a umbrelor a fost creată de wiccanul Gerald Gardner, cândva la sfârșitul anilor '40 sau începutul anilor '50, pe care a folosit-o mai întâi în sabatul din Bricket Wood și apoi în alte sabaturi pe care le-a fondat în următoarele decenii. Cartea umbrelor este folosită și de alte tradiții wiccane, cum ar fi Alexandrianismul și Mohsianismul, și, odată cu apariția unor cărți care îi învață pe oameni cum să urmeze tradiția wicca începând cu anii '70, ideea de carte a umbrelor a fost apoi propagată în continuare printre practicienii solitari nelegați de tradițiile anterioare. 
Inițial, când Wicca era încă dominată de sabaturi, „doar o copie [a cărții] exista pentru un întreg sabat, păstrat de marea preoteasă sau de mare preot. Această regulă s-a dovedit a fi nefezabilă și acum, de obicei, toți practicanții au propriile copii.”   În diferitele tradiții ale wiccăi tradiționale britanică, copii ale cărții originale compuse de Gerald Gardner cu ajutorul marii preotese Doreen Valiente, alături de modificările și completările care au fost făcute de atunci, sunt urmate de adepți. Ei au încercat să păstreze conținutul acestei cărți un secret, deși a fost publicat de mai multe ori de oameni precum Charles Cardell, Lady Sheba și Janet și Stewart Farrar. În alte tradiții wicca și printre un număr de practicanți solitari au fost scrise versiuni alternative ale cărții care sunt independente de conținutul cărții originale ale lui Gardner. 
Numeroase asociații și tradiții s-au dezvoltat de atunci în jurul cărții umbrelor. În mod tradițional, „cartea umbrei a unei vrăjitoare este distrusă la moartea ei”. În aceasta pot fi incluse practici experimentale, lucrări ritualice din fiecare zi sau o înregistrare a unei vrăji. Aceasta este de asemenea o carte de inspirație și poate fi folosită în ritualuri viitoare. Conceptul de carte a umbrelor a apărut ulterior în cultura populară, de exemplu fiind folosit în seria americană de televiziune Farmece, inspirând titluri de filme, albume muzicale și benzi desenate. Cu toate acestea, în toate aceste cazuri cartea a fost scoasă din contextul original wiccan.

## Istorie

### Origini
Gerald Gardner, supranumit „părintele wicca”, le-a prezentat pentru prima oară cartea umbrelor oamenilor pe care el i-a inițiat în meșteșugul vrăjitoriei prin sabatul din Bricket Wood din anii 1950. El a susținut că aceea era o „carte de rețete” personală care cuprindea vrăji care au funcționat pentru proprietar; aceștia ar putea copia din propria sa carte și să adauge sau să înlăture materialul după cum consideră necesar. El a spus că vrăjitorii păstrează o astfel de carte din vechime și că această practică a fost ținută de cultul vrăjitorilor de-a lungul istoriei. Potrivit tradiției, a susținut Gardner, cartea era arsă după ce persoana care o ținea a murit, astfel încât nu s-ar fi descoperit că aceasta a fost vrăjitoare. 
Gerald Gardner nu a menționat nici un fel de „carte a umbrelor” în romanul lui despre magie medievală publicat în 1949 (deși scris cu trei ani mai devreme), High Magic's Aid — netradusă încă în limba română. Doreen Valiente a susținut că acest lucru se datorează faptului că, la acel moment, Gardner nu concepuse încă ideea și a inventat-o doar după ce și-a scris romanul. 
Marea preoteasă Doreen Valiente a susținut că Gardner a găsit termenul „Cartea umbrelor” într-o ediție din 1949 (volumul I, numărul 3) a unei reviste cunoscută sub numele de The Occult Observer. În această ediție, a susținut ea, a fost un anunț de publicitate pentru romanul lui Gardner, High Magic's Aid, care a fost așezat lângă unui articol intitulat Cartea umbrelor scrisă de chiromantul Mir Bashir. Articolul în cauză se referea la un manual de ghicire în sanscrită, care explica cum să prezici viitorul după lungimea umbrei unei persoane. Valiente a susținut că Gardner a adoptat acest termen pentru grimoarul vrăjitorilor. Ea a susținut că „A fost un nume bun, și este încă un nume bun, oriunde l-ar fi găsit Gardner”. 
Un manuscris legat în piele scris de mână de către Gardner, numit Ye Bok of Ye Art Magical a fost găsit mai târziu printre lucrările sale din muzeu după moartea sa de către Aidan Kelly și a fost ulterior procurat de Richard și Tamarra James de la Biserica wiccană din Canada. Pare a fi un prim proiect de carte a umbrelor a lui Gardner și prezintă secțiuni bazate pe ritualurile Ordo Templi Orientis, întocmite de ocultistul Aleister Crowley.  Gardner a avut acces la aceste ritualuri în 1946, când cumpărase o cartă de la Crowley care îi acorda permisiunea de a efectua ritualurile OTO. 
Unii oameni au luat acest lucru ca o dovadă că Gardner a inventat ideea unui grimoar al vrăjitoarelor, probabil între 1946 (când și-a terminat romanul High Magic's Aid) și 1949, și l-a numit Ye Bok of Ye Art Magical. În 1949, el a redenumit-o în Cartea Umbrelor și în curând a început să o folosească în cadrul sabatului din Bricket Wood. 
Alți vrăjitori neo-păgâne ale vremii, cum ar fi Robert Cochrane, nu au folosit niciodată o astfel de carte, fapt care susține ipoteza că Gardner ar fi inventat această carte.

### Rescrierea lui Valiente
În 1953, Doreen Valiente s-a alăturat sabatului din Bricket Wood al lui Gardner și în curând a devenit mare preoteasă. Ea a observat cât de mult din materialul din Cartea Umbrelor nu a fost luat din surse antice, așa cum a susținut inițial Gardner, ci din lucrările ocultistului Aleister Crowley, din Aradia, sau Evanghelia Vrăjitoarelor, din Cheia lui Solomon și de asemenea din ritualurile francmasoneriei. Ea s-a confruntat cu Gardner, care a recunoscut că textul pe care l-a primit de la sabatul din New Forest a fost fragmentar și a trebuit să umple o mare parte din acesta folosind diverse surse. De asemenea, acesta a afirmat că „bine, dacă crezi că poți face mai bine, mergi mai departe”, iar Valiente a crezut că ar putea, afirmând mai târziu că: 
„I accepted the challenge and set out to rewrite the Book of Shadows, cutting out the Crowleyanity as much as I could and trying to bring it back to what I felt was, if not so elaborate as Crowley's phraseology, at least our own and in our own words.”
 Valiente a rescris o mare parte din ea, tăind o mulțime de secțiuni care proveneau de la Crowley (de a cărui reputație negativă se temea), deși păstrând părțile care proveneau din Aradia, sau Evanghelia vrăjitoarelor, pe care ea o simțea practică autentică de vrăjitorie. Valiente a redat dramatic secțiuni precum „Încărcarea zeiței” și a scris mai multe poezii pentru cartea „The Witches Rune” .  De asemenea, ea a contribuit la crearea unei poezii care să includă sfatul wiccan în cadrul acesteia. 
Valiente a observat, de asemenea, că o cântare dntr-un ritual din carte se baza pe poemul „A Tree Song” din Puck of Pook's Hill de Rudyard Kipling, pe care ea o îndrăgise în copilărie. Cântarea în cauză spunea că: 
Oh, nu-i spune preotului situația noastră,
Sau ar numi-o păcat;
Dar - am fost în pădure toată noaptea,
Invocând vara!
Și vă aducem de veste prin viu grai -
Veste bună pentru vite și porumb -
Acum, Soarele vine dinspre sud,
Cu Stejarul, Frasinul și Spinul! 
(Aceste opt versuri sunt exact strofa finală a „A Tree Song” Arhivat în 14 decembrie 2024, la Wayback Machine..) 
Această versiune a ritualului, scrisă de Gardner și de Valiente, dar care conține secțiuni adoptate din diferite surse, cum ar fi Aleister Crowley, Aradia, sau Evanghelia vrăjitoarelor și chiar Rudyard Kipling, a devenit textul tradițional pentru Wicca gardneriană .

## În Wicca tradițională britanică
În formele de Wicca tradițională britanică, care includ Wicca gardneriană, Wicca alexandriană și Wicca algardiană, Cartea Umbrelor folosită de adepți se bazează pe cea scrisă de Gardner și Valiente. 
Deși propria sa carte a fost pusă împreună cu ajutorul lui Doreen Valiente și includea materiale dintr-o varietate de surse moderne (în special din Aradia sau Evanghelia vrăjitoarelor și scrierile lui Aleister Crowley), ea includea secțiuni scrise într-un stil antic, inclusiv sfaturi pentru vrajitoare aduse la judecată și torturate. Gardner a susținut că aceste secțiuni aveau o origine cu adevărat istorică și că vrăjitoarele nu avuseseră voie să scrie nimic până de curând pentru a evita incriminarea; când în cele din urmă fură permise Cărțile umbrelor, ritualurile și vrăjile trebuiră scrise încifrat, pentru a împiedica persoanele neinițiate să le folosească. Cercetătorii din timpurile recente s-au îndoit, totuși, de autenticitatea lor. 
Se pare că Gardner le-a spus celor trei linii inițiale ale sale că această carte ar trebui să fie copiată cu cuvânt și wiccanii care le-au urmat lui Eleanor Bone, Patricia Crowther și Monique Wilson au crezut cu toții că această carte era de proveniență antică. Gardnerienii nord-americani de pe linia Long Island dau voie sabaturilor să adauge ritualuri și învățături cărții, dar nimic nu poate fi eliminat. 

### Utilizare contemporană
Există uneori două cărți ale umbrelor ținute de mai multe wiccani tradiționali, una fiind o carte a sabatului, care conține ritualuri și practici de bază care rămâne neschimbată și din care cei noi inițiați copiază, iar a doua, destinată uzului personal, care diferă de la vrăjitoare la vrăjitoare și conține materialul magic colectat de către inițiat, cum ar fi astrologia, culegerea de plante medicinale și informații despre divinație . 

### Publicare
După moartea lui Gardner, rivalul său, Charles Cardell, a publicat o mare parte din materialul din Cartea Umbrelor gardneriană. În anii '70, Janet Farrar și Stewart Farrar au decis, cu acordul lui Doreen Valiente, că o mare parte a cărții gardneriene ar trebui publicată în forma sa originală. O mare parte din aceasta era publicată de soții Farrar în cartea lor The Witches' Way din 1984. 

## În wicca eclectică
În formele non-tradiționale sau „eclectice” ale practicii wiccane sau neo-păgâne, termenul Cartea umbrelor este mai des folosit pentru a descrie un jurnal personal decât un text tradițional. Acest jurnal înregistrează ritualuri, vrăji și rezultatele lor, precum și alte informații magice. Acesta poate fi fie un text individual, fie un text comun al sabatului și nu este, de obicei, trecut de la maestru la inițiat. În multe cazuri, acest tip de Carte a umbrelor este un document electronic (pe un disc sau site) mai degrabă decât un manual scris. Unii rezervă Cartea umbrelor pentru înregistrarea vrăjilor și păstrează o carte separată, denumită uneori Cartea Oglinzilor, care conține gânduri, sentimente și experiențe. 

## Alte tradiții
Nu toate tradițiile wiccane folosesc termenul „Cartea umbrelor”. În Seax Wicca, o tradiție fondată de Raymond Buckland, Cartea umbrelor este numită „Arborele”, iar în Wicca devoțională, cartea este intitulată „Cartea căilor”; multe tradiții fac referință la cărțile lor de umbre pur și simplu prin termenul „Cartea”. 

## În cultura populară
Seria de televiziune fantastică Farmece conține o carte ficțională a umbrelor care conține vrăji și legea magică și are o capacitate supranaturală de a se apăra singură de rău. În filmul The Craft din 1996, pe care unii critici l-au văzut ca pe o influență majoră asupra seria Charmed,  Cartea umbrelor a fost menționată ca un obiect în care o vrăjitoare își păstrează „gândurile de putere“. 
Continuarea din 2000 a Proiectului Blair Witch a fost intitulată Cartea umbrelor: Blair Witch 2 și a inclus un personaj wiccan, în ciuda faptului că nu a fost menționată o „Carte a umbrelor” în timpul filmului. 
În seria de televiziune din 2011, „The Secret Circle”, fiecare familie are propriile „cărți ale umbrelor”, fiecare carte conținând vrăji unice. Pe măsură ce cartea este transmisă din generație în generație, fiecare generație pare să scrie propriile sale vrăji sau note, după cum Cassie recunoaște scrisului mamei sale în „Cartea umbrelor” a propriei sale familii. 
Jocul de aventură și groază japonez Corpse Party: Book of Shadows se ocupă de cartea omonimă în timpul capitolului final, în care se dezvăluie că este o carte reală a umbrelor care se potrivește foarte mult cu descrierea din acest articol (deși în joc există este o singură carte a umbrelor, care conține o cronică completă a tuturor vrăjilor care există în întreaga lume, fie ele wiccane sau nu). 
În seria de televiziune australiană Nowhere Boys două personaje  posedă o Carte a umbrelor, unul dintre ei fiind unul dintre protagoniști, Felix Ferne, și cealaltă fiind un antagonist, Alice Hartley. Cartea lui Felix a fost considerată inițial ca fiind jurnalul lui, în timp ce încerca să-și ascundă adevărata existență de prietenii săi, iar cartea lui Alice era considerată a fi a surorii ei. 
În cea de-a cincea ediție a jocului Dungeons & Dragons, membrii clasei warlock pot obține o carte a umbrelor, care le permite să învețe vrăji și ritualuri suplimentare, indiferent dacă această magie este sau nu accesibilă în mod normal de către clasa warlock.